# Synkron
Synkron kommer af græsk syn = "sammen" + khrónos = "tid". Det synkrone er altså det samtidige. Heraf også begrebet synkronisering.
Inden for de humanistiske videnskaber bruges begrebet som betegnelse for undersøgelser af samtidige tilstande eller synkrone processer på forskellige områder af samfundet. En synkron undersøgelse af det 17. århundredes Frankrig kunne f.eks. interessere sig for emner som merkantilisme, absolutisme, centralisme, hierarki, symmetri, cogito ergo sum og den barokke kunststil.